# Apogon fraenatus
Apogon fraenatus és una espècie de peix de la família dels apogònids i de l'ordre dels perciformes.

## Morfologia
Els mascles poden assolir els 10 cm de longitud total.

## Distribució geogràfica
Es troba des del Mar Roig fins a Durban (Sud-àfrica), les Tuamotu, les Illes Ryukyu i Nova Gal·les del Sud (Austràlia).